# Tatort: Bevor es dunkel wird
Bevor es dunkel wird ist ein Fernsehfilm der Tatort-Krimireihe. Der vom Hessischen Rundfunk produzierte Beitrag wurde am 25. November 2007 im Ersten Programm der ARD erstmals ausgestrahlt. Es handelt sich um den 11. Fall von Kriminalhauptkommissar Dellwo und Kommissarin Sänger.

## Handlung
Die alleinerziehende Mutter von drei Kindern und Hartz-IV-Empfängerin Mechthild Stemmler verteilt ehrenamtlich Lebensmittel an Bedürftige bei der Frankfurter Mittagstafel. Auch ihre Freundin Anne, die durch eine Augenkrankheit fast blind ist, ist auf die Tafel angewiesen. Beim Verteilen der Lebensmittel bricht Mechthild plötzlich zusammen. Der Notarzt kann ihr jedoch nicht mehr helfen; sie stirbt auf dem Weg ins Krankenhaus. Die Gerichtsmedizinerin stellt eine Vergiftung durch Zyankali fest. Knochenbrüche und Narben von Verbrühungen weisen zudem darauf hin, dass Mechthild über Jahre misshandelt wurde. Da Kommissarin Charlotte Sänger und Kommissar Fritz Dellwo einen Giftanschlag auf die Mittagstafel vermuten, lassen sie alle verteilten Lebensmittel zurückholen. Sänger sucht derweil Mechthilds Kinder auf und berichtet ihnen vom Tod der Mutter. Sie erfährt, dass Mechthild vor drei Jahren von ihrem Mann Horst geschieden wurde, und findet Hinweise, dass Mechthild seit einer Weile einen Liebhaber hatte. Da Horst unter anderem wegen Körperverletzung vorbestraft ist, gerät er in Verdacht, Mechthild aus Eifersucht umgebracht zu haben. Wie sich herausstellt, befand sich das Zyankali in einem Tampon, den Mechthild benutzte.
Regina Schottmüller, die mit ihrem Sanitätshaus Schottmüller & Söhne die Mittagstafel werbewirksam unterstützt, erfährt unterdessen, dass sie schwanger ist. Der Vater des Kindes ist der verheiratete Jochen Bender, der Leiter der Mittagstafel, der auch mit Mechthild ein Verhältnis hatte. Mit Regina hat er kürzlich Schluss gemacht, um seine Ehe zu retten. Als Dellwo und sein junger Kollege Jan Gröner bei Mechthilds Ex-Mann Horst eine Spritze finden, läuft dieser davon und entgeht so seiner Festnahme. Als sich Horst eines Abends mit seinem Sohn Kevin trifft, der immer zu ihm gehalten hat, stellt er sich jedoch der Polizei. Sänger und Dellwo erfahren daraufhin, dass sich Mechthild den Tampon mit dem Zyankali von Regina geliehen hat. Demnach wollte der Mörder nicht Mechthild vergiften, sondern Regina. Laut deren Schwägerin Ines habe sich Regina mit ihren kaltherzigen Geschäftspraktiken über die Jahre zahlreiche Feinde gemacht. Auch sie selbst hätte genug Gründe, sie umzubringen.
Nach einem Besuch Sängers bei Mechthilds zurückgezogen lebender Freundin Anne, die sich derzeit darauf einstellt, in wenigen Monaten vollständig erblindet zu sein, kommt bei den Ermittlungen heraus, dass Anne einst als Bandagistin für Schottmüller & Söhne gearbeitet hat. Als sie schwanger war und bei der Arbeit plötzlich Blutungen bekam, wurde ihr von Regina verboten, ins Krankenhaus zu gehen. Anne verlor in der Folge ihr Kind und ihr Mann ließ sich von ihr scheiden. Als ihre Netzhaut begann, sich von außen nach innen zu zerstören, wurde Anne von Regina entlassen. Sänger und Dellwo durchsuchen Annes Wohnung und finden dort Spritzen in einem Blumenkasten. Wie sich zeigt, hatte Anne das Zyankali über das Internet bestellt.
Regina, die sich mit Jochen aussprechen will, trifft derweil bei der Mittagstafel ein. Eine Nachricht auf einem Zettel, von der sie glaubt, sie stamme von Jochen, weist sie an, in die Lagerhalle zu gehen. Dort angekommen, geht plötzlich das Licht aus und die Tür schließt sich hinter ihr. Anne erscheint und wirft Regina vor, ihr Leben zerstört zu haben. Während Anne Regina mit einer Zyankalispritze bedroht, gelangt Kommissarin Sänger über einen Luftschacht in die Lagerhalle. Sie versucht, Anne gut zuzureden. Als die Einsatzkräfte der Polizei jedoch nicht länger warten wollen und die Tür der Lagerhalle sprengen, gibt sich Anne die Spritze selbst und stirbt.

## Hintergrund
Die Dreharbeiten fanden vom 13. März bis zum 20. April 2007 in Frankfurt am Main statt. Für das Szenenbild war Josef Sanktjohanser verantwortlich. Bei der Erstausstrahlung am 25. November 2007 im Ersten lag die Einschaltquote bei 7,99 Millionen Zuschauern, was einem Marktanteil von 21,4 % entsprach.

## Kritiken
Kathrin Buchner vom Stern konstatierte, dass Bevor es dunkel wird mit seinem „starke[n] Schauspieler-Ensemble […] in bester Tatort-Tradition [steht]“. So habe der Film „vielschichtige Charaktere, eine ungewöhnliche Geschichte und ein überraschendes Ende“ zu bieten. Christian Buß von der Tageszeitung schrieb, dass der HR-Tatort mit Bevor es dunkel wird im Vergleich zu seinem vorherigen Beitrag – „dem biederen Betroffenheitskunsthandwerk“, das Margarethe von Trotta mit Unter uns abgeliefert habe, – „wieder eine gewisse gallige psychosoziale Komplexität [gewinnt]“.
„Fesselnd, gegen Ende etwas dick aufgetragen“, urteilte TV Spielfilm. Prisma bezeichnete den Tatort-Beitrag als „spannende Geschichte, in die Enlen auch sozialkritische Aspekte einfließen ließ“.

## Auszeichnungen
Karoline Schuch wurde 2008 für ihre Rolle der Vanessa Stemmler, der Tochter des Mordopfers, als beste Nachwuchsdarstellerin mit dem Günter-Strack-Fernsehpreis ausgezeichnet.